# Saint-Rémy-l’Honoré
Saint-Rémy-L’Honoré – miejscowość i gmina we Francji, w regionie Île-de-France, w departamencie Yvelines.
Według danych na rok 1999 gminę zamieszkiwało 1299 osób, a gęstość zaludnienia wynosiła 128 osób/km² (wśród 1287 gmin regionu Île-de-France Saint-Rémy-L’Honoré plasuje się na 632. miejscu pod względem liczby ludności, natomiast pod względem powierzchni na miejscu 371.).